# 保和島
保和島（菲律宾文：Pulo ng Bohol；英文：Bohol Island）也稱薄荷島，是位於菲律宾米沙鄢群岛中部的一个島嶼，由保和省負責管轄；西北與宿霧島相望，東北與莱特岛相望，南濒保和海；面積約3269平方公里，海岸線長度261公里，為菲律宾第十大岛。截至2010年，常住人口約116萬。
|  |  |  |  |

## 外部連結
- 维基共享资源上的相關多媒體資源：保和島
- Bohol（页面存档备份，存于）
- Official Website of the Provincial Government of Bohol（页面存档备份，存于）
- Official Website of the Tourism Bureau of the Philippines